# Eli'ezer Šostak
Eli'ezer Šostak (hebrejsky: אליעזר שוסטק, žil 16. prosince 1911 – 20. srpna 2001) byl izraelský politik. Téměř čtyřicet let byl poslancem Knesetu za pravicové strany a v letech 1977 až 1984 zastával post ministra zdravotnictví v izraelských vládách.

## Biografie
Narodil se ve Vladimirci v Ruském impériu (dnešní Ukrajina), v roce 1930 vstoupil do revizionisticko-sionistického mládežnického hnutí Bejtar a opět let podnikl aliju do britské mandátní Palestina. Stal se členem pracovního praporu Bejtaru v Herzliji a v roce 1936 byl zvolen tajemníkem Národní federace pracujících dělníků. Stal se členem ústřední komise ha-Cohar a předtím než vstoupil do revizionistického hnutí Cherut působil v národním výkonném výboru ha-Cohar.
Do parlamentu poprvé kandidoval ve volbách v roce 1951, a to z devátého místa na kandidátní listině strany Cherut. Ta však získala pouze osm mandátů a Šostak se tím pádem do Knesetu nedostal. Již v listopadu téhož roku však ve funkci nahradil Ja'akova Meridora. Svůj poslanecký mandát následně obhájil ve volbách v letech 1955, 1959, 1961 a 1965. V roce 1966 se konala konvence Cherutu, na níž společně se Šmu'elem Tamirem tvořili hlavní opozici Beginova vedení strany. O rok později Šostak společně se třemi dalšími poslanci Cherut opustil a založil stranu Svobodného středu. Mandát uhájil i ve volbách v roce 1969 a před volbami v roce 1973 se Šostakova strana spojila s Liberální stranou a Cherutem, aby vytvořila alianci Likud. V roce 1975 se Svobodný střed rozpadl a Šostak se stal předsedou strany Nezávislý střed.
Ve volbách v roce 1977 znovu obhájil svůj mandát a stal se ministrem zdravotnictví ve vládě Menachema Begina. Tento post si udržel i po volbách v roce 1981, ne však již po dalších volbách v roce 1984, kdy v důsledku povolebního patu vznikla koaliční vláda mezi Likudem a Ma'arachem. Stal se však místopředsedou Knesetu, a to až do voleb v roce 1988, kdy neobhájil poslanecký mandát.